# Phương Độ
Phương Độ là một xã thuộc thành phố Hà Giang, tỉnh Hà Giang, Việt Nam.

## Địa lý
Xã Phương Độ nằm ở phía tây bắc cách trung tâm thành phố khoảng 5 km theo trục đường Quốc lộ 2, có vị trí địa lý:
- Phía đông giáp phường Quang Trung và phường Nguyễn Trãi
- Phía tây và bắc giáp huyện Vị Xuyên
- Phía nam giáp huyện Vị Xuyên và xã Phương Thiện.

Xã Phương Độ có diện tích 44,98 km², dân số năm 2019 là 4.391 người, mật độ dân số đạt 98 người/km².
Sông Lô tạo thành một đoạn ranh giới đông bắc của Phương Độ. Quốc lộ 2, đoạn từ trung tâm thành phố Hà Giang đến Cửa khẩu Thanh Thủy đi qua phần phía đông của xã.

## Hành chính
Xã Phương Độ có 10 thôn, tổ dân phố được chia thành 9 thôn: Nà Thác, Khuổi My, Lùng Vài, Tân Tiến, Tân Thành, Hạ Thành, Tha, Chang, Lúp và tổ dân phố 9.

## Lịch sử
Trước đây, Phương Độ là một xã thuộc huyện Vị Xuyên.
Ngày 23 tháng 6 năm 2006, Chính phủ ban hành Nghị định 64/2006/NĐ-CP về việc điều chỉnh toàn bộ 4.303 ha diện tích tự nhiên và 3.515 nhân khẩu của xã Phương Độ thuộc huyện Vị Xuyên về thị xã Hà Giang quản lý.
Ngày 27 tháng 9 năm 2010, Chính phủ ban hành Nghị quyết 35/NQ-CP về việc thành lập thành phố Hà Giang thuộc tỉnh Hà Giang. Xã Phương Độ trực thuộc thành phố Hà Giang.